# Denis Hayes

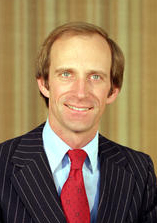
Denis Hayes

Denis Hayes (ur. 1944 w Wisconsin) – amerykański działacz na rzecz ochrony środowiska i upowszechnienia energii słonecznej. Był, w roku 1970, pierwszym koordynatorem obchodów Dnia Ziemi, a 20 lat później Międzynarodowego Dnia Ziemi. Obecnie jest prezesem i dyrektorem generalnym The Bullitt Foundation.
W 1979 roku otrzymał Medal Jeffersona.